# Glaucomastix cyanura
Glaucomastix cyanura — вид ящірок родини теїдових (Teiidae). Ендемік Бразилії.

## Поширення і екологія
Glaucomastix cyanura відомі з двох місцевостей, розташованих в горах Серра-ду-Еспіньясу в штаті Баїя, одна з яких розташована на півночі гір Серра-ду-Ассуруа, а друга — в районі Морру-ду-Шапеу. Вони живуть на кам'янистих луках кампос-рупестрес, на висоті від 400 до 995 м над рівнем моря.